# Niebóżka
Niebóżka (ukr. Небіжка) – wieś na Ukrainie w rejonie łuckim obwodu wołyńskiego.
Do 2020 w rejonie kiwereckim. 